# Moldavia en el Festival de la Canción de Eurovisión 2018
Moldavia participó en el Festival de Eurovisión 2018 representados por el grupo DoReDos y un tema llamado My Lucky Day. Se clasificaron cómodamente hacia la final, con una tercera posición en la semifinal, y en la final lograron un top 10 con 209 puntos.

## O melodie pentru Europa 2018
O melodie pentru Europa 2018 fue la preselección moldava, organizada por la cadena TRM, siguiendo la tendencia desde 2008, para decidir su representante en Eurovisión 2018. Al contrario que en años anteriores, no hubo semifinal, a pesar de que en un principio estaba planeada para el 22 de febrero.

### Formato
Con el objetivo de decidir qué temas acceden a la final televisada, el 24 de enero de 2018 tuvo lugar una audición, a la que los veintiocho artistas que enviaron candidaturas a la TRM debían presentarse. Dos días antes, el 22 de enero de 2018, la TRM descalificó a Pelageya Stefoglo al haber roto las reglas de la preselección moldava, presentándose también al Eurofest bielorruso.
| Ronda de audiciones – 24 de enero de 2018 | Ronda de audiciones – 24 de enero de 2018 | Ronda de audiciones – 24 de enero de 2018 | Ronda de audiciones – 24 de enero de 2018                                           |
| N.º                                       | Artista                                   | Canción                                   | Compositores                                                                        |
| ----------------------------------------- | ----------------------------------------- | ----------------------------------------- | ----------------------------------------------------------------------------------- |
| 1                                         | Sasha Bognibov                            | "Love"                                    |                                                                                     |
| 2                                         | Anna Timofei                              | "Endlessly"                               | Ylva Persson, Linda Persson, Niklas Bergqvist, Simon Johansson, Georgios Kalpakidis |
| 3                                         | Che-MD                                    | "Inima-n stîngă"                          |                                                                                     |
| 4                                         | Maria Codreanu                            | "Zâmbește soarelui"                       |                                                                                     |
| 5                                         | Ruslan Tsar                               | "Come to Life"                            |                                                                                     |
| 6                                         | Doinița Gherman                           | "Dance in Flames"                         | Ylva Persson, Linda Persson, Niklas Bergqvist, Simon Johansson                      |
| 7                                         | Sandy C & Aaron Sibley                    | "Once Upon a Time"                        |                                                                                     |
| 8                                         | Tolik                                     | "Broken Glass"                            | Leah Muscat Rodo, Malin Johansson, Rickard Bonde Truumeel                           |
| 9                                         | Dima Gaitur                               | "Ona moya"                                |                                                                                     |
| 10                                        | Vera Țurcanu                              | "Black Heart"                             | David Gällring, Karl Sahlin, Vera Țurcanu, Nikos Sofis                              |
| 11                                        | 5 Stele                                   | "Moldavian Dance"                         |                                                                                     |
| 12                                        | Tudor Bumbac                              | "Numai pentru tine"                       |                                                                                     |
| 13                                        | DoReDoS                                   | "My Lucky Day"                            | Philipp Kirkorov, John Ballard                                                      |
| 14                                        | Bostan                                    | "Frățică"                                 |                                                                                     |
| 15                                        | Felicia Dunaf                             | "Alien"                                   | Primož Poglajen, Will Taylor, Michael James Down                                    |
| 16                                        | Nicoleta Sava                             | "Esencia del Sur"                         |                                                                                     |
| 17                                        | Lavinia Rusu                              | "Altundeva"                               |                                                                                     |
| 18                                        | Marina Cudalb                             | "Bianco e nero"                           |                                                                                     |
| 19                                        | Denny Feyton                              | "Maybe It's Love"                         |                                                                                     |
| 20                                        | Laura Bagrii                              | "Da bucuriei"                             |                                                                                     |
| 21                                        | Anna Odobescu                             | "Agony"                                   | Valeriu Pașa                                                                        |
| 22                                        | Ilia Sorocean y Dasha DaGro               | "Minds & Veins"                           | Ilia Sorocean                                                                       |
| 23                                        | BellaLuna                                 | "Moments"                                 |                                                                                     |
| 24                                        | Shvets                                    | "The World"                               |                                                                                     |
| 25                                        | Saidy                                     | "Beauty Song"                             |                                                                                     |
| 26                                        | Constantin Cobîlean                       | "Numai tu"                                |                                                                                     |
| 27                                        | Viorela                                   | "The Gates of Love"                       |                                                                                     |
| —                                         | Pelageya Stefoglo                         | "Let's Start Together Right Now"          | Karolina Furberg, Hans Olof Furberg                                                 |

| Artista                     | Song                | Compositores                                                                        |
| --------------------------- | ------------------- | ----------------------------------------------------------------------------------- |
| Anna Odobescu               | "Agony"             | Valeriu Pașa                                                                        |
| Anna Timofei                | "Endlessly"         | Ylva Persson, Linda Persson, Niklas Bergqvist, Simon Johansson, Georgios Kalpakidis |
| BellaLuna                   | "Moments"           |                                                                                     |
| Che-MD                      | "Inima-n stîngă"    |                                                                                     |
| Constantin Cobîlean         | "Numai tu"          |                                                                                     |
| Doinița Gherman             | "Dance in Flames"   | Ylva Persson, Linda Persson, Niklas Bergqvist, Simon Johansson                      |
| DoReDoS                     | "My Lucky Day"      | Philipp Kirkorov, John Ballard                                                      |
| Felicia Dunaf               | "Alien"             | Primož Poglajen, Will Taylor, Michael James Down                                    |
| Ilia Sorocean & Dasha DaGro | "Minds & Veins"     | Ilia Sorocean                                                                       |
| Lavinia Rusu                | "Altundeva"         | Alkemics Sound, Eugeniu Doibani                                                     |
| Nicoleta Sava               | "Esencia del Sur"   | Rafael Artesero, José Juan Santana, Viorica Atanasov                                |
| Ruslan Tsar                 | "Come to Life"      |                                                                                     |
| Sandy C & Aaron Sibley      | "Once Upon a Time"  | Aaron Sibley                                                                        |
| Tolik                       | "Broken Glass"      | Leah Muscat, Malin Johansson, Rickard Bonde Truumeel                                |
| Vera Țurcanu                | "Black Heart"       | David Gällring, Karl Sahlin, Vera Țurcanu, Nikos Sofis                              |
| Viorela                     | "The Gates of Love" |                                                                                     |

### Final (24 de febrero de 2018)
La final tuvo lugar el 24 de febrero de 2018. El grupo DoReDos resultó vencedor con "My Lucky Day", logrando la máxima puntuación de tanto el jurado como el televoto - obtuvieron nueve veces más votos que la segunda plaza en los votos de la audiencia. Por consiguiente, fueron los representantes moldavos en Eurovisión 2018.
| Nº | Artista                     | Canción             | Jurado | Jurado | Televoto | Televoto | Puntos | Plaza |
| -- | --------------------------- | ------------------- | ------ | ------ | -------- | -------- | ------ | ----- |
| 1  | Tolik                       | "Broken Glass"      | 30     | 3      | 385      | 10       | 13     | 4     |
| 2  | Lavinia Rusu                | "Altundeva"         | 30     | 4      | 59       | 2        | 6      | 10    |
| 3  | Bella Luna                  | "Moments"           | 14     | 0      | 34       | 0        | 0      | 13    |
| 4  | Anna Timofei                | "Endlessly"         | 28     | 2      | 39       | 0        | 2      | 11    |
| 5  | Ilia Sorocean & Dasha DaGro | "Minds & Veins"     | 25     | 1      | 54       | 0        | 1      | 12    |
| 6  | Che-MD                      | "Inima-n stîngă"    | 3      | 0      | 26       | 0        | 0      | 16    |
| 7  | Constantin Cobîlean         | "Numai tu"          | 8      | 0      | 134      | 7        | 7      | 9     |
| 8  | DoReDos                     | My Lucky Day        | 104    | 12     | 3813     | 12       | 24     | 1     |
| 9  | Sandy C & Aaron Sibley      | "Once Upon a Time"  | 36     | 5      | 113      | 4        | 9      | 6     |
| 10 | Anna Odobescu               | "Agony"             | 54     | 8      | 62       | 3        | 11     | 5     |
| 11 | Nicoleta Sava               | "Esencia del Sur"   | 16     | 0      | 171      | 8        | 8      | 7     |
| 12 | Doinița Gherman & One Voice | "Dance in Flames"   | 52     | 7      | 134      | 6        | 13     | 3     |
| 13 | Felicia Dunaf               | "Alien"             | 40     | 6      | 56       | 1        | 7      | 8     |
| 14 | Viorela                     | "The Gates of Love" | 5      | 0      | 25       | 0        | 0      | 15    |
| 15 | Vera Țurcanu                | "Black Heart"       | 69     | 10     | 123      | 5        | 15     | 2     |
| 16 | Ruslan Tsar                 | "Come to Life"      | 8      | 0      | 32       | 0        | 0      | 14    |

| Votos del jurado (detallados) | Votos del jurado (detallados) | Votos del jurado (detallados) | Votos del jurado (detallados) | Votos del jurado (detallados) | Votos del jurado (detallados) | Votos del jurado (detallados) | Votos del jurado (detallados) | Votos del jurado (detallados) | Votos del jurado (detallados) | Votos del jurado (detallados) | Votos del jurado (detallados) | Votos del jurado (detallados) |
| N.º                           | Canción                       | A. Chiriac                    | P. Gămurari                   | N. Țărnă                      | V. Cușnir                     | S. Gorgos                     | I. Aculov                     | L. Știrbu                     | L. Șolomei                    | A. Tostogan                   | Total                         | Place                         |
| ----------------------------- | ----------------------------- | ----------------------------- | ----------------------------- | ----------------------------- | ----------------------------- | ----------------------------- | ----------------------------- | ----------------------------- | ----------------------------- | ----------------------------- | ----------------------------- | ----------------------------- |
| 1                             | "Broken Glass"                |                               | 5                             | 6                             | 6                             | 4                             | 4                             |                               |                               | 5                             | 30                            | 8                             |
| 2                             | "Altundeva"                   | 6                             |                               | 5                             | 8                             | 6                             | 1                             |                               |                               | 4                             | 30                            | 7                             |
| 3                             | "Moments"                     |                               | 4                             | 2                             |                               |                               |                               |                               | 8                             |                               | 14                            | 12                            |
| 4                             | "Endlessly"                   |                               | 7                             | 3                             | 1                             |                               |                               | 5                             | 10                            | 2                             | 28                            | 9                             |
| 5                             | "Minds & Veins"               | 1                             |                               | 7                             | 7                             | 2                             |                               | 7                             | 1                             |                               | 25                            | 10                            |
| 6                             | "Inima-n stîngă"              |                               |                               |                               | 3                             |                               |                               |                               |                               |                               | 3                             | 16                            |
| 7                             | "Numai tu"                    |                               |                               |                               |                               |                               | 2                             | 1                             | 4                             | 1                             | 8                             | 14                            |
| 8                             | "My Lucky Day"                | 12                            | 12                            | 12                            | 12                            | 12                            | 12                            | 12                            | 12                            | 8                             | 104                           | 1                             |
| 9                             | "Once Upon a Time"            |                               | 1                             | 4                             | 5                             | 1                             | 7                             | 3                             | 3                             | 12                            | 36                            | 6                             |
| 10                            | "Agony"                       | 7                             | 10                            | 8                             | 4                             | 5                             | 6                             | 6                             | 5                             | 3                             | 54                            | 3                             |
| 11                            | "Esencia del Sur"             | 2                             | 8                             |                               |                               | 3                             | 3                             |                               |                               |                               | 16                            | 11                            |
| 12                            | "Dance in Flames"             | 8                             | 6                             |                               |                               | 7                             | 8                             | 10                            | 7                             | 6                             | 52                            | 4                             |
| 13                            | "Alien"                       | 10                            | 3                             | 1                             | 2                             | 8                             | 5                             | 4                             |                               | 7                             | 40                            | 5                             |
| 14                            | "The Gates of Love"           | 5                             |                               |                               |                               |                               |                               |                               |                               |                               | 5                             | 15                            |
| 15                            | "Black Heart"                 | 3                             | 2                             | 10                            | 10                            | 10                            | 10                            | 8                             | 6                             | 10                            | 69                            | 2                             |
| 16                            | "Come to Life"                | 4                             |                               |                               |                               |                               |                               | 2                             | 2                             |                               | 8                             | 13                            |